# Yonex
Yonex — японський виробник екіпіровки для бадмінтону, тенісу та гольфу. Виробляє ракетки, волани,  одяг і аксесуари для даних видів спорту.

## Історія
Компанія була заснована в 1946 році компанією Minoru Yoneyama[недоступне посилання з червня 2019] як виробник дерев'яних поплавців для рибальських сітей. Згодом компанія вийшла з цього ринку через винахід пластикових поплавців.  У 1957 році Йонейма почав робити бадмінтонні ракетки для інших марок. До 1961 року була запроваджена перша ракетка з маркою Yoneyama[недоступне посилання з червня 2019], а впродовж наступних двох років було створено експортну компанію для світового розповсюдження. Після того як компанія почала виробляти алюмінієві бадмінтонні ракетки в 1969 році, вона виявила, що та сама технологія може бути застосована до тенісної ракетки, яку компанія представила в 1971 році. Компанія почала експериментувати з графітними шайбами для обох типів ракеток і виявила, що це буде також корисно для гольф-клубів. У 1982 році YONEX випустила нову велику тенісну рамку в серії REX з R-7 та R-10. У той час Мартіна Навратілова зіграла з R-7 і дуже успішно. Через рік через нову серію Rexking була розроблена R-22. У 1988 році ви могли раптом побачити Мартіну Навратілову з новим YONEX у її руках, це була біла рамка RQ 180 із ширококутовою рамкою, нею Мартіна виграла пару турнірів. Вона грала цією ракеткою до початку 90-х. У Торрансі, штат Каліфорнія. У 1992 році Yonex представила ракетку з бадмінтону з широким корпусом, «Isometric 500», ракетку, яка була набагато меншою «сльозотою» — ніж попередні. Більш «квадратна» голова надала їй набагато більшу вражаючу поверхню, яка забезпечує більшу «солодку пляму», щоб потрапити в шаттл. Це призвело до того, що інші виробники мали наслідувати «квадратну» або ізометричну конструкцію. Yonex Nanoray 10 — ракетка для бадмінтону на вході. Материнська компанія була зареєстрована на Токійській фондовій біржі[недоступне посилання з червня 2019] в 1994 році. Yonex описує себе як світовий лідер в галузі обладнання для гольфу, тенісу та бадмінтону. Yonex надає одяг для національних асоціацій з бадмінтону по всьому світу, таких як Малайзійська асоціація бадмінтоністів, Бадмінтон Шотландії, Бадмінтон Англії, Бадмінтон Ірландії та Бадмінтон Уельсу. Yonex також об'єднувався з OCBC (Ордена графство Бадмінтон Клуб) з 2007 року, щоб провести щорічний чемпіонат з бадмінтону в США.  Yonex French Open в 2013 році Yonex вдалося стати домінуючим корпоративним гравцем у бадмінтоні. Yonex виступає спонсором Чемпіонату Бадмінтону All England Open і є партнером Всесвітньої Федерації Бадмінтону, який організовує чемпіонат світу.  Більше 80 % учасників змагань використовують свої ракети, оскільки це найкращий вибір серед професіоналів.  Yonex є значним як у тенісній, так і в гольфовій галузях, і є головним спонсором професійних спортсменів у всіх трьох видах спорту.

## Спонсорство
Yonex постачає офіційні матеріали для наступних ліг, спортсменів, команд чи асоціацій:

### Олімпійські комітети
- Singapore
- Olympic Council of Malaysia

### Футбол

#### Клубні команди
- Kashiwa Reysol

### Теніс

#### Чоловічі гравці (активний)

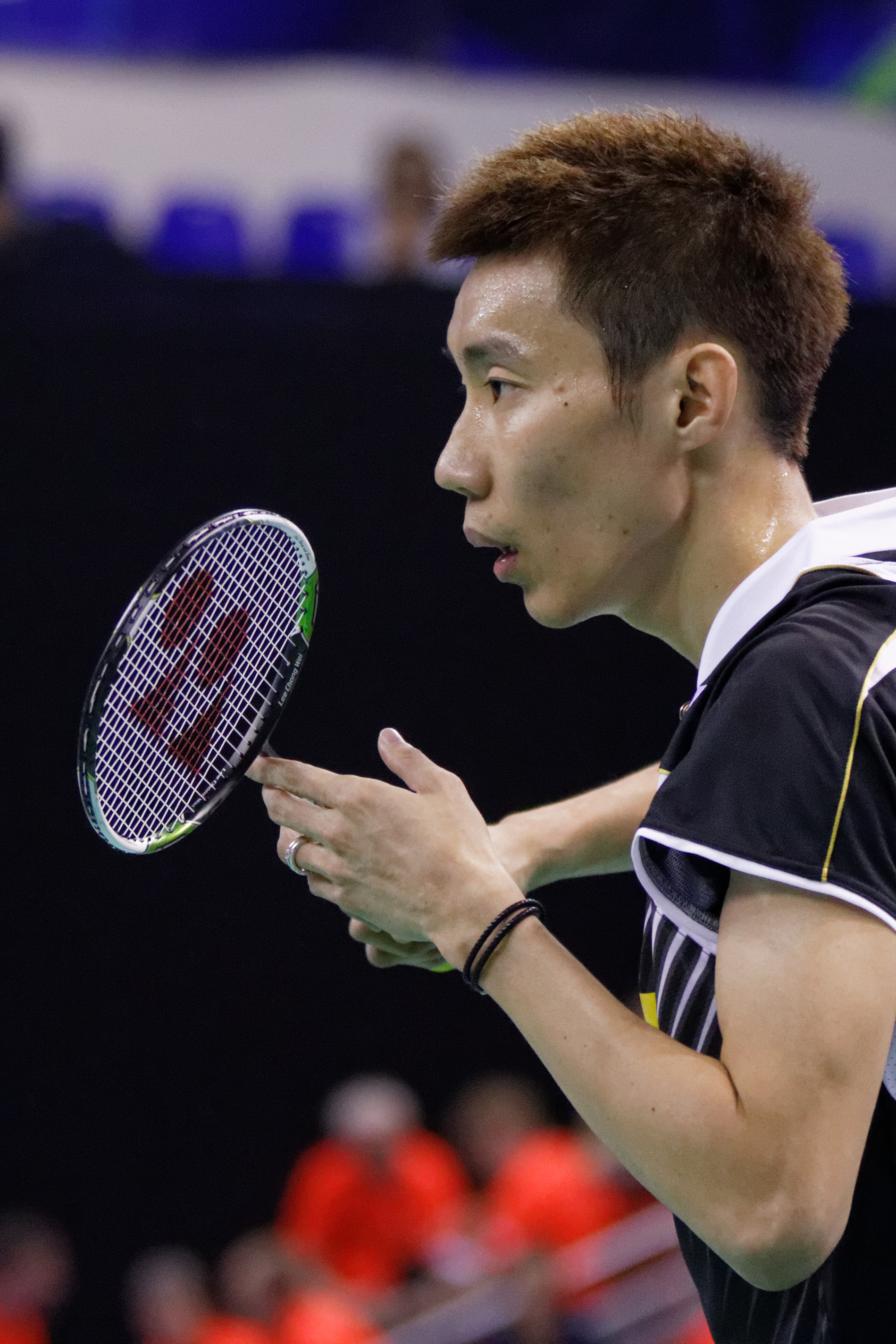
Lee Chong Wei

- Stan Wawrinka[недоступне посилання з червня 2019]
- Nick Kyrgios[недоступне посилання з червня 2019]
- Steve Johnson[недоступне посилання з червня 2019]
- Denis Shapovalov[недоступне посилання з червня 2019]
- Leander Paes[недоступне посилання з червня 2019]
- Pierre-Hugues Herbert[недоступне посилання з червня 2019]
- Chung Hyeon[недоступне посилання з червня 2019]

#### Жіночі гравці (Активні)

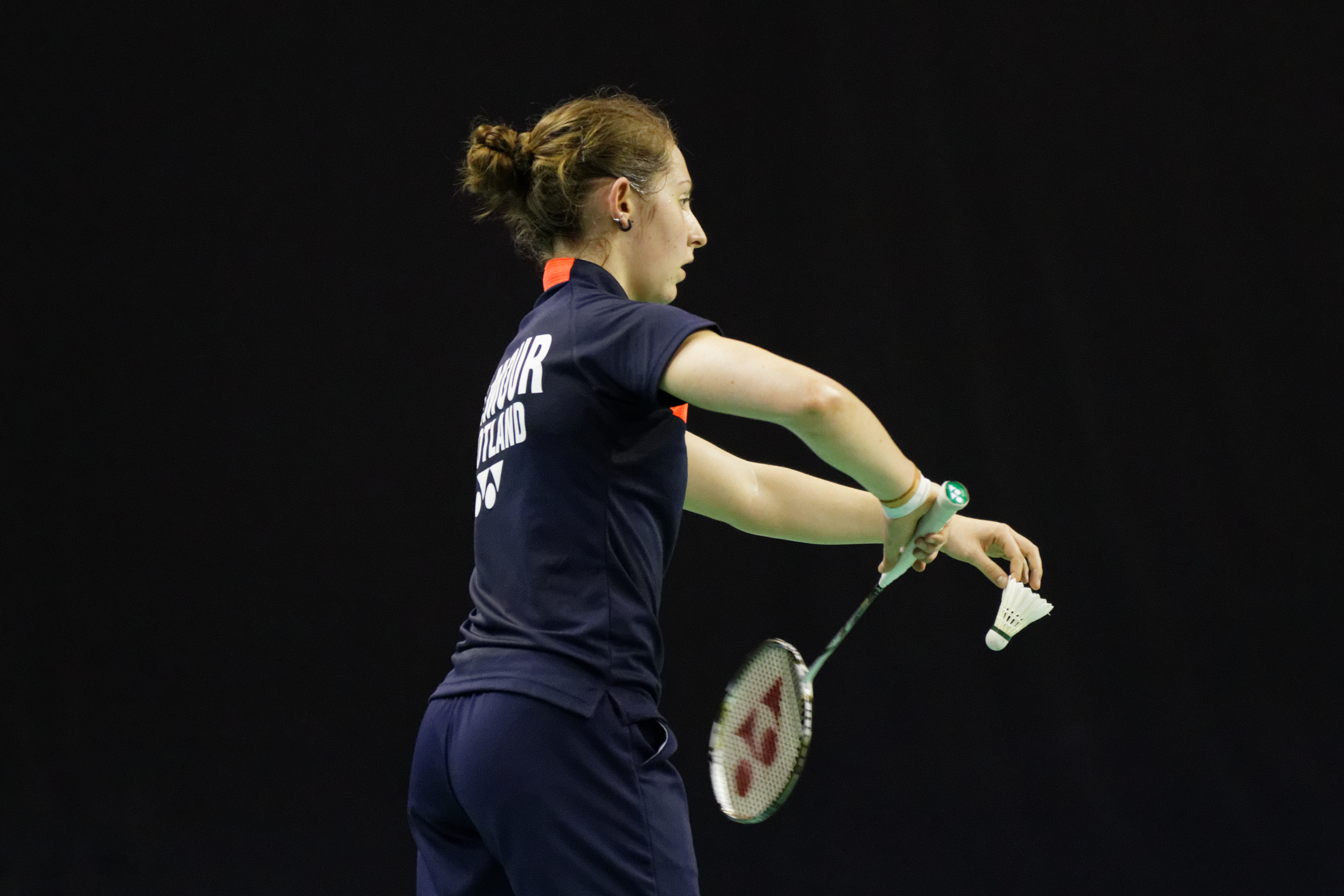
Kirsty Gilmour

- Angelique Kerber[недоступне посилання з червня 2019]
- Martina Hingis[недоступне посилання з червня 2019]
- Coco Vandeweghe[недоступне посилання з червня 2019]
- Caroline Garcia[недоступне посилання з червня 2019]
- Anastasija Sevastova[недоступне посилання з червня 2019]
- Nao Hibino[недоступне посилання з червня 2019]
- Victoria Azarenka[недоступне посилання з червня 2019]
- Annika Beck[недоступне посилання з червня 2019] Kirsty Gilmour

### Консультативний персонал бадмінтону Yonex

#### Чоловічі гравці

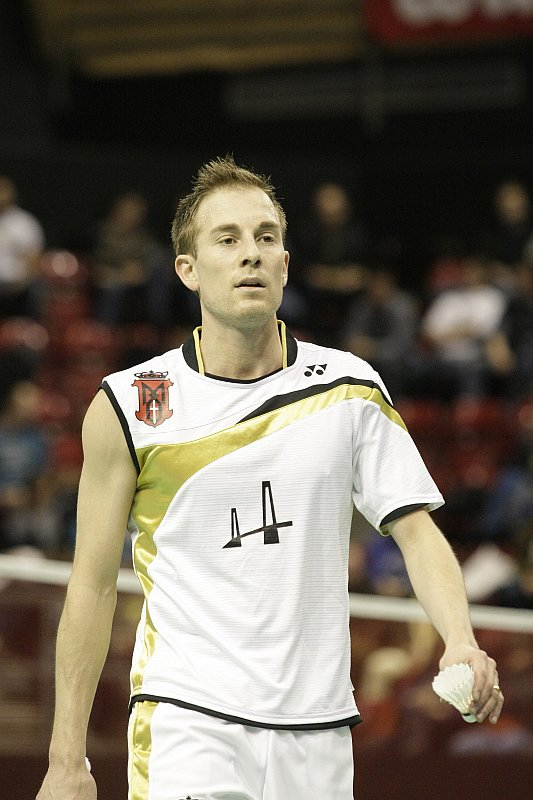
Peter Gade.

- Peter Gade[недоступне посилання з червня 2019]
- Mathias Boe[недоступне посилання з червня 2019]
- Carsten Mogensen[недоступне посилання з червня 2019]
- Lee Chong Wei[недоступне посилання з червня 2019]
- Viktor Axelsen[недоступне посилання з червня 2019]
- Lin Dan[недоступне посилання з червня 2019]
- Parupalli Kashyap[недоступне посилання з червня 2019]
- Taufik Hidayat[недоступне посилання з червня 2019]
- Lee Chong Wei[недоступне посилання з червня 2019]
- Koo Kien Keat[недоступне посилання з червня 2019]

#### Жіночі гравці
- Saina Nehwal[недоступне посилання з червня 2019]
- P.V. Sindhu[недоступне посилання з червня 2019]
- Carolina Marin[недоступне посилання з червня 2019]
- Chien Yu-chin[недоступне посилання з червня 2019]
- Chin Eei Hui[недоступне посилання з червня 2019]
- Petya Nedelcheva[недоступне посилання з червня 2019]

## Суперечка
Yonex підписав контракт із китайською асоціацією бадмінтонів з Тайбей (Тайвань) щодо спонсорства в національній команді у 2014 році. Проте Yonex часто надсилає гравцям одяг та взуття, щоб носити за кілька днів до великих турнірів, а туфлі непридатні для гравців, оскільки гравці мали пухирі і синяки  від гри.  У травні 2016 року Yonex був надзвичайно серйозним, щоб критикувати гравців збірної Тайваню, які порушили дрес-код. Yonex направив офіційні документи до асоціації бадмінтонів Китаю в Тайбеї, погрожуючи подати позов до головних тренерів національної команди Тайваня, якщо Асоціація не зможе надати розумну відповідь . У період 2016 р. В Олімпійських іграх Ріо, Yonex надав непридатні туфлі для вільного бадмінтону Тсу-Ін Тай. Це змусило Тай носити інші черевики, зроблені її особистою маркою спонсора Віктором, без будь-якого логотипу. І ця подія викликала суперечки через китайську асоціацію бадмінтонів в Тайбеї (Тайвань) збирається покарати Тай на підставі натискання Yonex.  Після вибуху Таї, в одній і тій же ситуації існує ще п'ять «жертв» бадмінтонів, і вони отримали покарання. Наприклад, Yonex не був задоволений тим, що бадмінтон-гравець Куан-Хао Ляо використовував свій особистий спортсмен-лейтенант, а потім Йонекс був надзвичайно серйозним, щоб попросити китайську асоціацію тайбейського бадмінтону (Тайвань) штрафувати Ляо і змусити його припинити на шість місяців . У серпні 2016 року китайська асоціація бадмінтонів в Тайбеї (Тайвань) провів засідання правління для вирішення ситуації. За результатами зустрічі було прийнято 3 основних рішення: «гравця» не буде застосовуватися жодне покарання;  прийняти відставку Голови Цай Хунг-Пенга з приводу суперечки; видалити «взуття» та «ракети» з договору між Yonex. Батько гравця прокоментував, що він був «дуже вдячний», почувши ці новини.

## Сучасність

Всесвітня федерація бадмінтону

Yonex — помітний виробник на ринку товарів для бадмінтону і гравець на ринках товарів для великого тенісу і гольфу. Компанія здійснює масштабне фінансування професійних турнірів. Yonex — партнер Всесвітньої федерації бадмінтону.